# 悉尼漏斗網蜘蛛
悉尼漏斗網蜘蛛（英語：Sydney funnel-web spider，學名：Atrax robustus）是六疣蛛總科毒疣蛛科下的一種蜘蛛，僅發現於悉尼周邊100（62英里）以內的地區。這是一種毒液有劇毒的蜘蛛，人類被其咬傷後如不及時醫治，便可能有死亡之危。

## 命名法
教士奧克塔維厄斯·皮卡德-坎布里奇（Octavius Pickard-Cambridge）在1877年發現了一隻雌性的悉尼漏斗網蜘蛛，他也是第一個描述這種生物的人。他給出的學名Atrax robustus至今依然沿用。後來威廉·約瑟夫·雷恩博將一隻雄性悉尼漏斗網蜘蛛命名為Poikilomorpha montana，但被發現其實是同一物種。其種加詞來自於拉丁語“robustus”，意思為“強壯”或“成熟”。
悉尼漏斗蜘蛛是澳毒蛛屬下僅有的三個種之一，另外兩個分別是Atrax sutherlandi和Atrax yorkmainorum。悉尼漏斗蜘蛛的學名與Hadronyche下的一些種相同。此外，它和北部樹棲漏斗網蜘蛛（Hadronyche formidabilis）是澳洲僅有的兩種咬傷可置人于死地的漏斗網蜘蛛。

## 描述

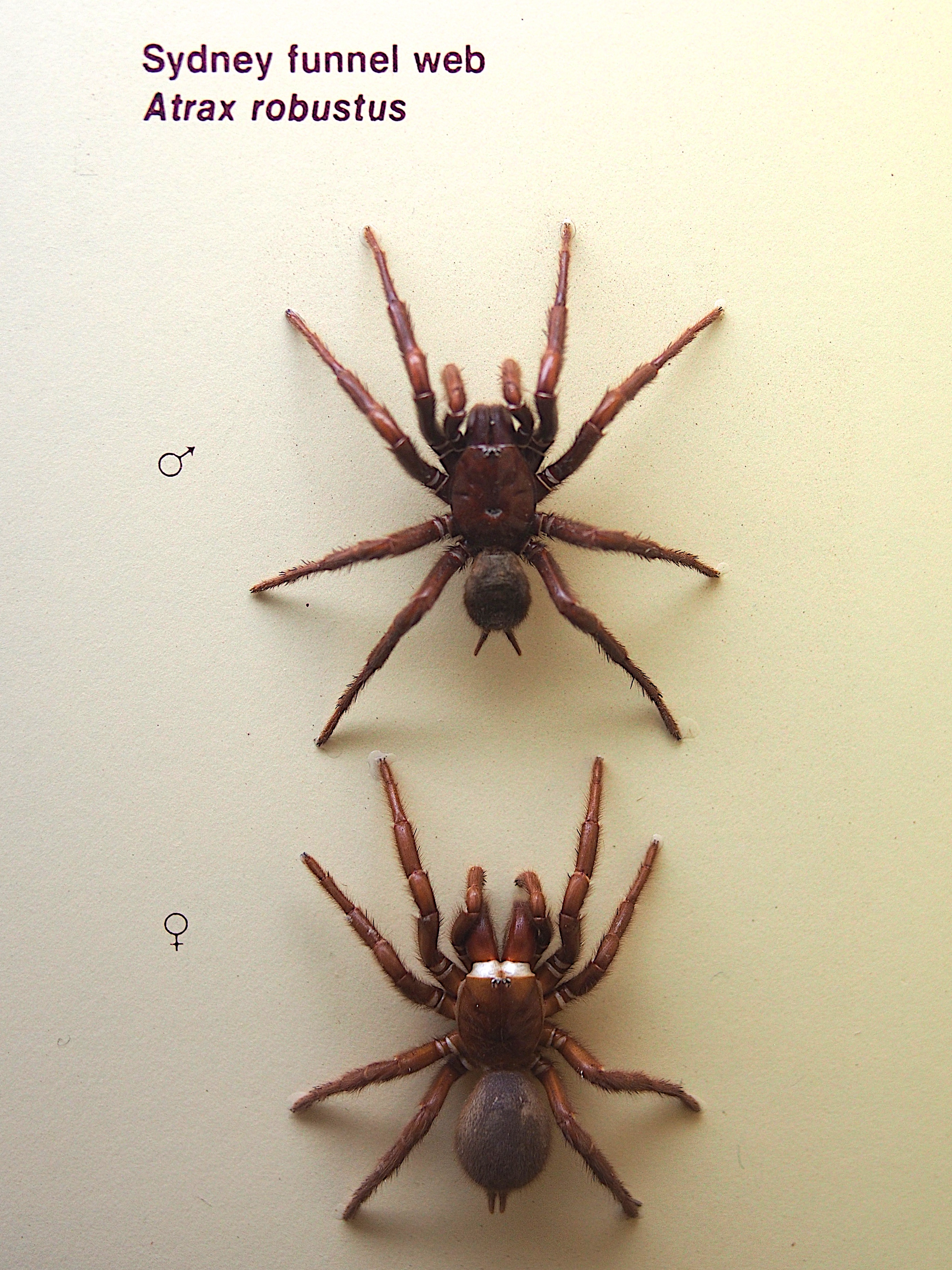
雄性和雌性的悉尼漏斗網蜘蛛

悉尼漏斗網蜘蛛是一種中大型蜘蛛，體長可達1—5（0.39—1.97英寸）。兩性的外表都呈光滑的暗色，色澤本身由黑藍、黑色到褐色不等。覆蓋頭胸部的甲殼幾乎沒有毛髮。其另外一個特徵是尾部的手指狀吐絲器。
雄性沒有雌性的壽命長，雄性的肢比雌性長。

## 習性
悉尼漏斗網蜘蛛是陸生蜘蛛，但喜好潮濕的環境。他們會鑄造內部有絲線連接的管狀巢穴，巢穴的洞口則一般會織造漏斗狀的網。
雌性更常待在自己的巢穴里，它們的食物包括昆蟲、蜥蜴或者蛙類。當這些動物踏到其洞口的網上時，悉尼漏斗網蜘蛛就會上前將其捕獲并注入毒液。雄性一般只在溫暖的季節出沒，尋找合適的雌性進行交配。因此人類與雄性悉尼漏斗網蜘蛛遭遇的機會更大。因為可以將空氣儲存在肢體末端毛髮的氣泡中，悉尼漏斗網蜘蛛可以在水下存活24小時之久。通常悉尼漏斗網蜘蛛會選擇在夜間出沒，白天環境容易令它們脫水。雨季因為洞穴可能會被湮沒而出現地更加頻繁。
當遇到威脅時悉尼漏斗網蜘蛛會表現出進攻性行為，它們會用第三對足跳躍起來并露出毒牙。它們會緊緊咬住獵物，注入全部毒液并再三襲擊。

## 咬傷

### 毒液
和其他漏斗網蜘蛛一樣，悉尼漏斗網蜘蛛會分泌一種名為atracotoxin的徑路阻斷劑，對於人類和其他靈長目來說這種毒素有致命威脅。但很少影響除此之外的其他哺乳動物的神經系統。迄今為止並沒有雌性悉尼漏斗網蜘蛛的咬傷紀錄，而實際上雄性悉尼漏斗網蜘蛛的毒性相較雌性來說至少强五倍，这和其他蜘蛛相反。
在嚴重咬傷時，中毒症狀在一小時內就會出現，平均時間約為28分鐘。兒童發作更快，而事實上有42%的悉尼漏斗網蜘蛛咬傷都發生在兒童身上。此外其至少有一例兒童死亡案例，這名兒童在被咬傷后15分鐘內死去。

### 抗毒血清
悉尼漏斗網蜘蛛的抗毒血清由墨爾本英聯邦血清實驗室的Struan Sutherland領導的團隊發明。自1981年其抗毒血清應用以來，再沒有人死於悉尼漏斗網蜘蛛的咬傷。

### 症狀
被悉尼漏斗網蜘蛛咬上最初會有劇痛，體表會留下清晰的咬傷痕跡。有時若不強行扯掉，悉尼漏斗網蜘蛛並不會鬆口。咬傷后一次需注射兩瓶計量的抗毒血清，每15分鐘一次直到症狀消除。

## 外部連結
- . The Sydney Morning Herald. 1 April 2006  [2013-12-02]. （原始内容存档于2018-01-27）. Account of the first use of the antivenom on a human in 1981.